# Batalha de Leyte

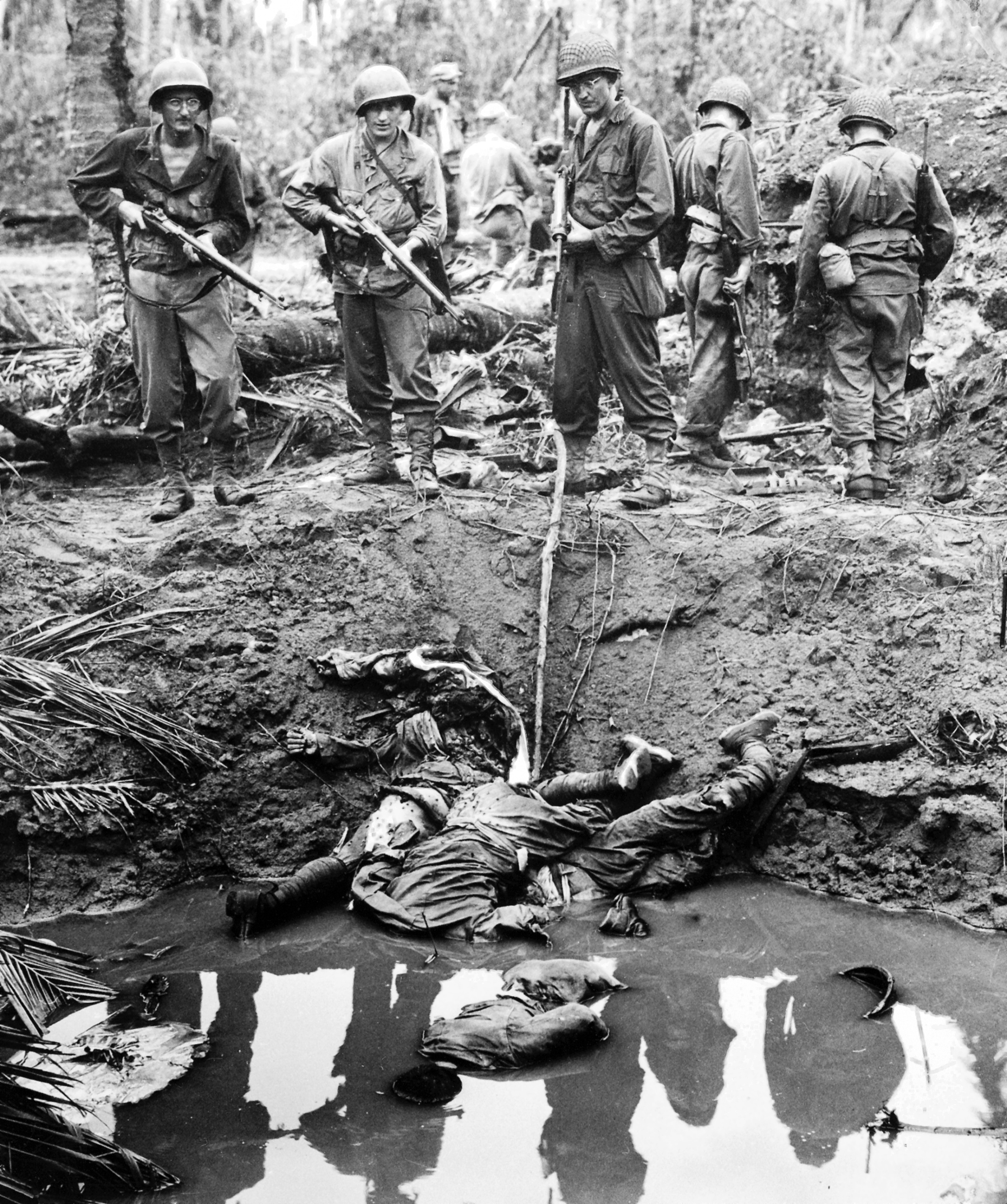
Corpos de soldados japoneses mortos em combate.

A Batalha de Leyte foi uma batalha ocorrida durante a Segunda Guerra Mundial que resultou na conquista da ilha de Leyte nas Filipinas pelo Exército Americano e seu aliado, os guerrilheiros Filipino, sob comando do General Douglas MacArthur, que lutaram contra o Exército imperial japonês sob comando do General Tomoyuki Yamashita de 17 de outubro até 31 de dezembro de 1944. A batalha foi o primeiro grande combate da campanha para retomar as Filipinas de 1944–45 e encerrar três anos de ocupação japonesa do arquipélago. Esta também foi a primeira batalha em que os japoneses utilizaram pilotos kamikaze.

## Consequências
A campanha para Leyte provou ser a primeira e mais decisiva operação na reconquista americana das Filipinas. As perdas japonesas na campanha foram pesadas, com o exército perdendo quatro divisões e várias unidades de combate separadas, enquanto a marinha perdeu 26 grandes navios de guerra e 46 grandes transportes e centenas de navios mercantes. A luta também reduziu a capacidade aérea japonesa nas Filipinas em mais de 50%. Cerca de 250 000 soldados ainda permaneceram em Luzon, mas a perda de apoio aéreo e naval em Leyte estreitou tanto as opções do general Yamashita que ele agora teve que lutar contra uma defensiva passiva de Luzon, a maior e mais importante ilha das Filipinas. Com efeito, uma vez perdida a batalha decisiva de Leyte, os japoneses perderam a esperança de manter as Filipinas, concedendo aos Aliados um bastião crítico do qual o Japão poderia ser facilmente isolado de recursos externos e do qual os ataques finais aos japoneses ilhas de origem poderiam ser lançadas.